# Wolfgang Mazal
Wolfgang Mazal (* 9. Dezember 1959 in Wien) ist ein österreichischer Arbeits-, Sozial- und Medizinrechtler.

## Leben
Mazal studierte von 1977 bis 1981 Rechtswissenschaften an der Universität Wien. 1981 wurde er in Wien zum Dr. iur. promoviert. Zwischen 1981 und 1983 studierte er an den Wiener Theologischen Kursen und absolvierte eine theologische Ausbildung. Zudem war er 1981/1982 Assistent am Institut für Kirchenrecht der Rechtswissenschaftlichen Fakultät der Universität Wien und absolvierte ein Gerichtsjahr im Bereich des Oberlandesgerichts Wien sowie Praxis bei Price Waterhouse Wien. Zwischen 1983 und 1992 war er Assistent und Lehrbeauftragter am Institut für Arbeits- und Sozialrecht der Universität Wien, an der Wirtschaftsuniversität Wien und an der Technischen Universität Wien.
Mit Hilfe des Erwin-Schrödinger-Stipendiums des Fonds zur Förderung der Wissenschaftlichen Forschung konnte er 1989/1990 einen Forschungsaufenthalt an der Forschungsstelle für Sozialrecht und Gesundheitsökonomie der Universität Bayreuth absolvieren.
1991 habilitierte er sich an der Universität Wien und erhielt die venia legendi für die Fächer Österreichisches Arbeitsrecht und Österreichisches Sozialrecht. 1992 erhielt er einen Ruf auf den Lehrstuhl für Arbeits- und Sozialrecht an der Universität Wien. Er vertritt zudem das Fach Medizinrecht an der Medizinischen Universität Wien sowie an der Medizinischen Universität Graz. Er war zudem Dozent an der PEF Privatuniversität für Management.
Mazal ist in zahlreichen Fachgremien engagiert, beispielsweise im Europäischen Institut für Soziale Sicherheit. Er ist Präsident des Österreichischen Instituts für Familienforschung. 1994 gründete er die Fachzeitschrift „Recht der Medizin“, deren Schriftleiter er ist. Er ist Vorsitzender der Wissenschaftlichen Begutachtungskommission beim Leopold-Kunschak-Preis. Er ist Mitglied des Wissenschaftlichen Beirats des oberösterreichischen Think Tanks ACADEMIA SUPERIOR – Gesellschaft für Zukunftsforschung.
Wolfgang Mazal ist seit 1977 Mitglied der katholischen Studentenverbindung K.Ö.St.V. Nibelungia zu Wien, seit 2013 Ehrenphilister der K.A.V. Norica zu Wien, beide im ÖCV sowie seit 2010 Ehrenmitglied der K.Ö.St.V. Austro-Bavaria Wien im MKV.
Am 19. Juni 2021 wurde er in Salzburg zum Präsidenten des Katholischen Laienrates gewählt.

## Schriften
- Soziale Sicherheit in Mitteleuropa. Ein Systemvergleich zwischen Kroatien, Österreich, Polen, Slowakei, Slowenien, Tschechien und Ungarn, LexisNexis 2000, ISBN 3-7007-1944-2, zusammen mit Helena Barancová, Nada Bodigora-Vunobrat, Anjuta Bubnov-Snoberne, Ottó Czúcz, Martin Risak, Herbert Szurgacz, Theodor Tomandl, Petr Tröster.
- Generationen – Konflikt oder Harmonie?. Sozialer Zusammenhalt zur Sicherung der Zukunft, Verlag des ÖGB 2004, ISBN 3-7035-0995-3 zusammen mit Hannes Bauer, Eva Belabed, Franz Bittner, Harald Ettl, Lorenz Fritz, Ernst Gehmacher, Günter Geyer, Johann Hauf, Herbert Haupt, Michaela Hudler-Seitzberger, Christoph Leitl, Fritz Neugebauer, Josef Probst, Emmerich Tálos, Gunther Tichy, Fritz Verzetnitsch, Zukunftsforum Österreich.
- Sozialer Schutz für atypisch Beschäftigte (Österreich), Manz'sche 2005, ISBN 3-214-07419-9.
- Casebook Arbeits- und Sozialrecht, Wuv Universitaets Verlag 2006 (6. Auflage), ISBN 3-85114-986-6.
- Arbeitsrecht (Österreich), Linde Wien 2006 (28. Auflage), ISBN 3-7073-1076-0.
- Arbeitsrecht. Ein systematischer Grundriss, Wuv Universitaets Verlag 2006 (3. Auflage), ISBN 3-85114-985-8.

## Auszeichnungen
- 1991: Kardinal-Innitzer-Förderungspreis für Rechts- und Staatswissenschaften
- 2022: Österreichisches Ehrenkreuz für Wissenschaft und Kunst I. Klasse[4]